# Kościół Wniebowzięcia Najświętszej Maryi Panny w Śniadowie
Kościół Wniebowzięcia Najświętszej Maryi Panny w Śniadowie – rzymskokatolicki kościół parafialny mieszczący się we wsi gminnej Śniadowo, w województwie podlaskim. Należy do dekanatu Łomża - św. Brunona diecezji łomżyńskiej.

## Historia
Obecna świątynia murowana została wzniesiona w stylu neogotyckim w latach 1906-1912 dzięki staraniom księdza proboszcza Jerzego Kamińskiego, w dniu 8 czerwca 1925 roku konsekrowana przez biskupa Romualda Jałbrzykowskiego. W czasie II wojny światowej, w sierpniu 1944 roku budowla została poważnie uszkodzona, w szczególności wieża i ściana pod wieżą oraz dach i okna.

### Po II wojnie światowej
W pierwszych latach po wojnie świątynia została odbudowana dzięki staraniom księdza proboszcza Antoniego Puchalskiego. W latach 1957–1968 dzięki staraniom księdza proboszcza Kazimierza Romanowskiego zostało wyremontowane pokrycie dachowe, natomiast wnętrze zostało wymalowane i otrzymało nowy wystrój według projektu Zbigniewa Łoskota, zostały zamontowane także organy o 25 głosach. Dzięki staraniom księdza proboszcza Zbigniewa Gołubowskiego, w latach 1980-2000 budowla została gruntowne wyremontowana wewnątrz i zewnątrz, został wymieniony dach, a także prezbiterium otrzymało nowy wystrój.